# Castellers de Sarrià
Els Castellers de Sarrià son una colla castellera del barri de Sarrià de Barcelona, nascuda a la tardor del 1999 i presentada de forma oficial l'any 2000 i refundada l'any 2016. Vesteixen amb camisa de color grana. Els seus millors castells assolits abans de la dissolució del 2004 van ser el 2 de 6, el pilar de 5 carregat, el 5 de 6 i el 4 de 6 amb l'agulla. Ençà la seva refundació els seus millors castells són el 5 de 7, el 7 de 7 i el 2 de 7 (carregat).

## Història

### Primer període (1999-2004)

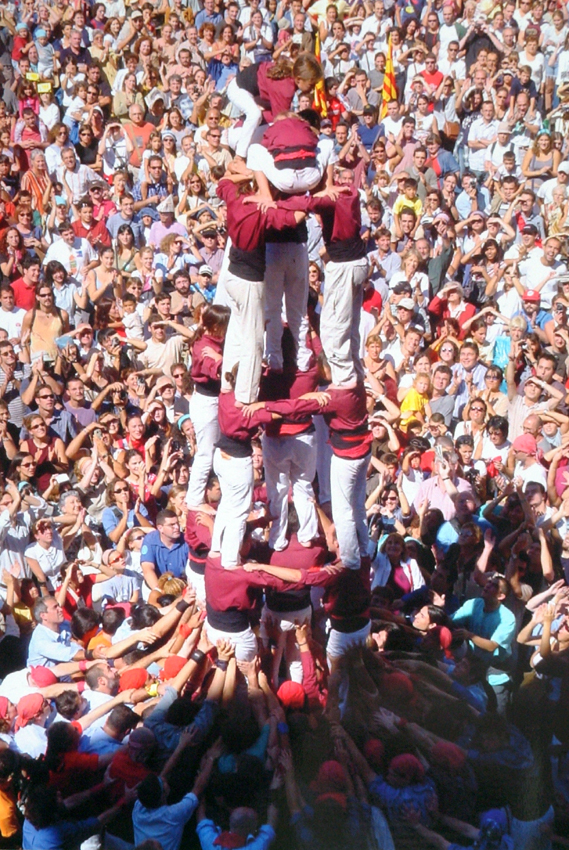
5d6 a Plaça Sant Jaume

El 12 d'octubre de 1999 la colla es va presentar, de forma no oficial amb uns 70 components amb camisa blanca, realitzant dos pilars de 4 i un 3 de 6 durant la diada castellera de la Festa Major de Sarrià, amb els Castellers de Barcelona, els Capgrossos de Mataró i els Bordegassos de Vilanova. L'any 2002 va ser una de les colles que apadrinà el naixement dels Castellers de la Sagrada Família. Els Castellers de Sarrià van arribar a assolir el 2 de 6 com a castell més difícil. La colla va entrar en crisi l'any 2004, i posteriorment va deixar d'actuar.

### Intent de refundació (2011)
A finals del 2011 un grup de persones van voler fundar una colla castellera a Sarrià-Sant Gervasi independent de l'antiga colla dels Castellers de Sarrià, tot i que més tard van anunciar que havien arribat a un acord per fer servir el nom, el color i l'escut de la colla convertint-se en la setena colla de Barcelona. Finalment l'intent no va reeixir i la colla no va tornar a les places.

### Recuperació de la colla (2016)

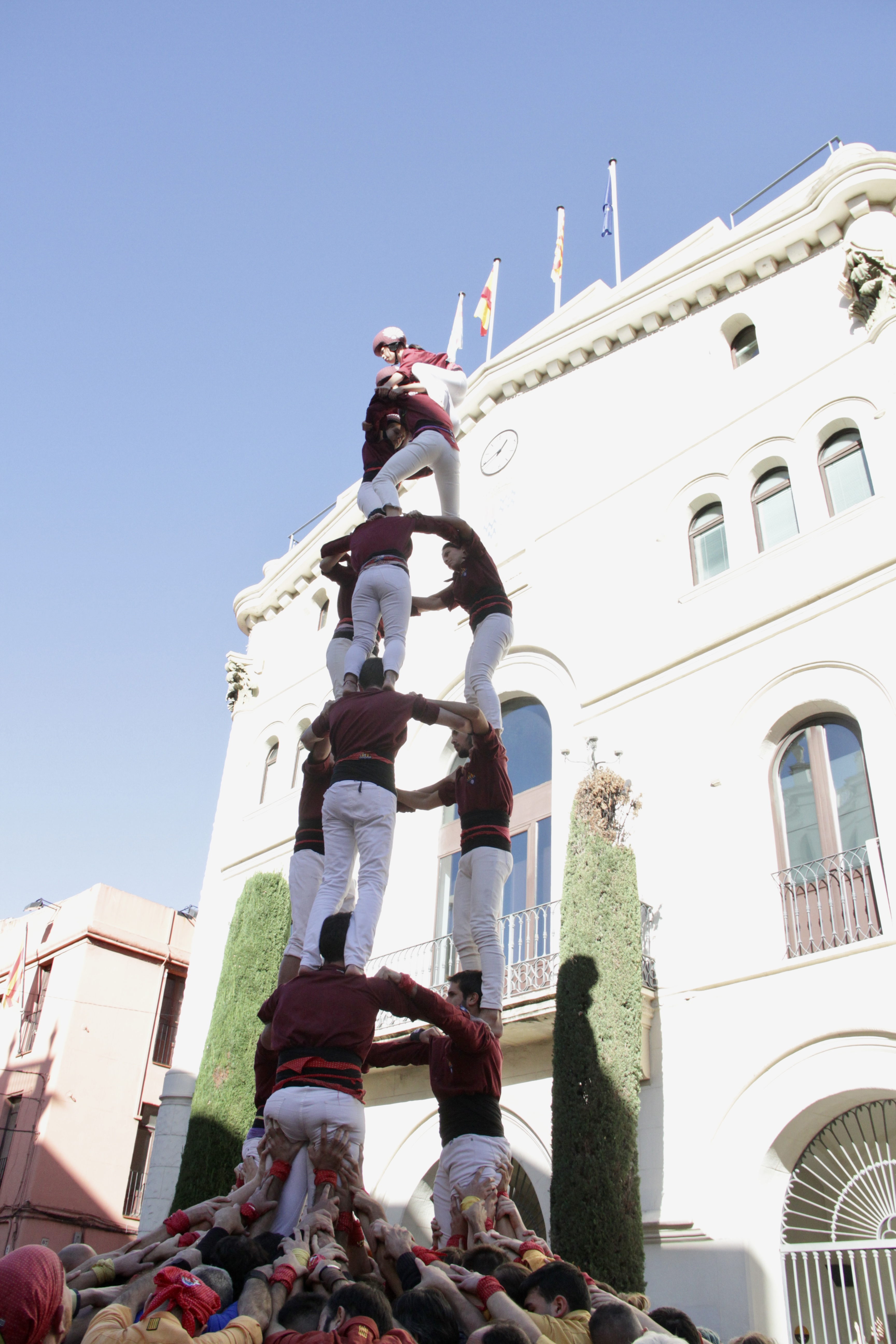
Primer 3 de 7 castellers de Sarrià el 20 de novembre de 2022

Al novembre de 2016 es refunda l'entitat i el maig de 2017 passa a ser colla en formació per la CCCC (Coordinadora de Colles Castelleres de Catalunya).A la diada castellera de la Festa Major de Sarrià (8 d'octubre de 2017) la colla es va presentar amb camisa blanca, amb els Castellers de Barcelona, Castellers de la Vila de Gràcia i els Castellers de Sabadell, realitzant un pilar de 4, dos intents desmuntats de 3 de 6, un 3 de 6 descarregat i un pilar de 4 al balcó.
Cinc anys més tard al 2022 superen les fites del primer periode fent 6 estrenes en la mateixa temporada que deixen de ser colla en formació. D'entrada, descarreguen per primer cop el Pilar de 4 per sota i el 2 de 6, el castell màxim assolit en la primera etapa. Amb aquest castell esdevenen la primera colla castellera en millorar els seus propis registres després de l'aturada per la pandèmia.
Poc temps després, el 12 de juny, descarreguen el seu primer pilar de 5 a la Diada de Colles de Recent Creació de Torredembarra i el seu primer castell de 7 en forma d'un 4 de 7 a la diada de la Festa Major de Sarrià (9 d'octubre de 2022). Abans d'acabar la temporada van estrenar també el 3 de 6 per sota i el 3 de 7. Amb les estrenes de castells de set, esdevenen la única colla castellera que puja de gamma des de 2019.

## Castells
La taula de continuació mostra la data, la diada i la plaça en què s'han descarregat, i en què s'han carregat en cas d'haver succeït amb anterioritat, per primera vegada cadascuna de les construccions que la colla ha assolit a plaça, ordenats cronològicament.
| Castell                     | Carregat               | Carregat                                  | Carregat                           | Descarregat            | Descarregat                               | Descarregat                        |
| Castell                     | Data                   | Diada                                     | Plaça                              | Data                   | Diada                                     | Plaça                              |
| --------------------------- | ---------------------- | ----------------------------------------- | ---------------------------------- | ---------------------- | ----------------------------------------- | ---------------------------------- |
| 3 de 7                      | 20 de novembre de 2022 | XXV Diada dels Castellers de Badalona     | Plaça de la Vila (Badalona)        | 20 de novembre de 2022 | XXV Diada dels Castellers de Badalona     | Plaça de la Vila (Badalona)        |
| 3 de 6 aixecat per sota     | 6 de novembre de 2022  | XIX Diada dels Matossers de Molins de Rei | Plaça de Catalunya (Molins de Rei) | 6 de novembre de 2022  | XIX Diada dels Matossers de Molins de Rei | Plaça de Catalunya (Molins de Rei) |
| 4 de 7                      | 9 d'octubre de 2022    | Festa Major de Sarrià                     | Sarrià                             | 9 d'octubre de 2022    | Festa Major de Sarrià                     | Sarrià                             |
| Pilar de 5                  | 24 de setembre de 2002 | Colles Locals de La Mercè                 | Plaça de Sant Jaume (Barcelona)    | 12 de juny de 2022     | Colles de Recent Creació                  | Plaça del Castell de Torredembarra |
| 5 de 6                      | 24 de setembre de 2002 | Colles Locals de La Mercè                 | Plaça de Sant Jaume (Barcelona)    | 24 de setembre de 2002 | Colles Locals de La Mercè                 | Plaça de Sant Jaume (Barcelona)    |
| 2 de 6                      | 26 de maig de 2002     | Aniversari                                | Sarrià                             | 26 de maig de 2002     | Aniversari                                | Sarrià                             |
| 3 de 6 amb l'agulla         | 7 d'octubre de 2001    | Festa Major de Sarrià                     | Sarrià                             | 7 d'octubre de 2001    | Festa Major de Sarrià                     | Sarrià                             |
| Pilar de 4 aixecat per sota | 1 d'abril de 2001      | Diada de la Independència                 | Vila de Gràcia                     | 1 d'abril de 2001      | Diada de la Independència                 | Vila de Gràcia                     |
| 4 de 6 amb l'agulla         | 28 de maig del 2000    | Presentació                               | Sarrià                             | 28 de maig del 2000    | Presentació                               | Sarrià                             |
| Pilar de 4 caminat          | 28 de maig del 2000    | Presentació                               | Sarrià                             | 28 de maig del 2000    | Presentació                               | Sarrià                             |
| 4 de 6                      | 19 de març del 2000    | Festes del Poble Sec                      | Poble Sec, Barcelona               | 19 de març de 2000     | Festes del Poble Sec                      | Poble Sec, Barcelona               |
| 3 de 6                      | 12 d'octubre de 1999   | Festa Major de Sarrià                     | Sarrià                             | 12 d'octubre de 1999   | Festa Major de Sarrià                     | Sarrià                             |
| Pilar de 4                  | 12 d'octubre de 1999   | Festa Major de Sarrià                     | Sarrià                             | 12 d'octubre de 1999   | Festa Major de Sarrià                     | Sarrià                             |